# Sklep Microsoft

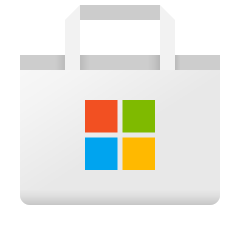
Logo Microsoft Store

Sklep Microsoft, Microsoft Store, wcześniej znany jako Windows Store – internetowy sklep z aplikacjami dla systemu operacyjnego Windows 8 oraz Windows 10. Został po raz pierwszy zaprezentowany przez firmę Microsoft na konferencji 6 grudnia 2011 roku; wprowadzony równolegle z Windows 8 i Windows Server 2012. Jest to jedyne źródło, z jakiego użytkownicy mogą pobierać aplikacje z interfejsem Modern UI, jednak przeznaczony jest także do prezentacji aplikacji desktopowych certyfikowanych do działania na systemie Windows.
W Sklepie Microsoft umieszczać można zarówno darmowe, jak i płatne aplikacje, z cenami w przedziale od 0,99 dolara amerykańskiego do 999,0 $.
Sklep Microsoft był dostępny po raz pierwszy z wydaniem Windows 8 Consumer Preview opublikowanym 29 lutego 2012 roku.
Tak jak podobne platformy (Mac App Store lub Google Play) Sklep Microsoft jest nadzorowany. Aplikacje muszą dostać certyfikat zgodności z systemem oraz zgodności opisu z treścią. Microsoft pobiera 30% ceny sprzedaży aplikacji w Sklepie Microsoft dopóty, dopóki poziom sprzedaży nie osiągnie 25 000 dolarów; od tego momentu prowizja jest obniżana do 20%. Transakcje przez systemy trzecie nie są objęte prowizją.
Według stanu z 7 sierpnia 2014 roku, w Sklepie Microsoft dostępnych jest 170 686 aplikacji. W amerykańskim Sklepie Microsoft kategoriami z największą liczbą aplikacji są Gry, Rozrywka, Książki i wiedza oraz Edukacja. Większość twórców opublikowała jedną aplikację.
W systemie Windows 8 na platformę x86 i x86-64 aplikacje uruchamiane w trybie pulpitu będzie można dalej instalować z zewnętrznych źródeł, jednakże programy przeznaczone dla interfejsu Modern UI mają już być dostępne jedynie z poziomu repozytorium. W systemie Windows RT jest to jedyne źródło aplikacji.

## Historia

### Poprzednicy
Microsoft posiadał uprzednio podobną platformę dystrybucji oprogramowania znaną jak Windows Marketplace, która pozwalała konsumentom na zakup i pobieranie oprogramowania na dysk przez internet. Klucze produktu i licencje były śledzone przez platformę, pozwalając użytkownikom na uzyskanie dostępu do zakupionego oprogramowania po zmianie komputera. Windows Marketplace został porzucony w październiku 2008 roku. Marketplace w formie sklepu z aplikacjami był wbudowany w Windows Mobile 6.5.

### Windows 8
Microsoft ogłosił nową platformę dystrybucji dla systemu Windows podczas konferencji Build 13 września 2011 roku. Kolejne szczegóły ogłoszone podczas prezentacji pokazały, że sklep będzie przechowywał zarówno zatwierdzone tradycyjne aplikacje Windows, jak i aplikacje zwane wówczas Metro-style – uruchamiane w piaskownicy programy zgodne z projektowymi wytycznymi Microsoftu, które są stale monitorowane pod kątem jakości i zgodności. Dla konsumentów, Sklep Windows jest jedyną drogą uzyskiwania aplikacji Metro. Sklep Windows został zapowiedziany razem z wersją Developer Preview Windows 8.
Sklep Windows nie jest jedynym serwisem dystrybucyjnym wprowadzonym z Windowsem 8; inne to: XBox Music i XBox Video, na których kupić można cyfrowe media rozrywki, a nie tradycyjne oprogramowanie.

### Windows 8.1
Zaktualizowana wersja systemu Sklepu Windows została wprowadzona w Windowsie 8.1. Strona główna Sklepu została przeprojektowana tak, aby wyświetlać aplikacje w specjalnych kategoriach (takich jak: popularne, polecane, najlepsze bezpłatne i płatne czy oferty specjalne) i pokazywać więcej szczegółów; dostępne stały się także automatyczne aktualizacje aplikacji. Inne znaczące zmiany to: zwiększenie listy najlepszych aplikacji do 1000 (zamiast dotychczasowych 100), dodanie sekcji wybrane dla ciebie i zmianę domyślnego sortowania recenzji na od najbardziej popularnych.

### Windows 10
Windows 10 został wydany z zaktualizowaną wersją sklepu Windows połączoną z innymi platformami Microsoft (Windows Marketplace, Windows Phone Store, Xbox Video i Xbox Music). 
We wrześniu 2017 r. sklep zmienił logo i nazwę na Microsoft Store.

### Windows 11
24 czerwca 2021 r. wraz z nowym systemem operacyjnym zaprezentowano przeprojektowany sklep Microsoft. Poza nowym wyglądem nowa wersja umożliwi publikację programów Win32, PWA, UWP, a także aplikacji z systemu Android.

### Windows Server
Sklep Windows jest dostępny w systemie Windows Server 2012, ale nie jest preinstalowany.

## Szczegóły
Oficjalnym powodem, dla którego Sklep Windows jest głównym środkiem uzyskiwania aplikacji Modern UI, jest możliwość kontroli ich treści przez Microsoft pod kątem szkodliwego oprogramowania i błędów zabezpieczeń. Mimo to możliwe jest instalowanie aplikacji Metro innymi drogami, jednak nie na wszystkich systemach – wymagany jest komputer z Windows 8 Enterprise podłączony do domeny Windows. Wgrywanie zewnętrzne na systemy Windows RT i Windows 8 Pro oraz na Windows 8 Enterprise bez podpiętej domeny możliwe jest po zakupieniu dodatkowych licencji przez serwis VLK Microsoft.
Licencja dla indywidualnych twórców kosztuje 19 dolarów; dla firm: 99 i zawiera dodatkowe funkcje API. Dodawanie aplikacji do Sklepu jest możliwe dla deweloperów ze 120 krajów świata. Aplikacje mogą wspierać wiele spośród 109 języków, pod warunkiem że przynajmniej jeden z nich to jeden z 12 języków certyfikacji.

## Wytyczne
Podobnie jak w Windows Phone Store, Sklep Windows jest nadzorowany przez Microsoft. Twórcy aplikacji muszą uzyskać zgodę Microsoftu, zanim ich aplikacja będzie dostępna w sklepie. Zabronione są aplikacje, które:
1. Zawierają treści przeznaczone dla osób dorosłych (np. treści oceniane przez ESRB jako „Tylko dla dorosłych” lub równorzędne)
2. Pochwalają dyskryminację, nienawiść lub przemoc na tle rasowym, etnicznym, narodowościowym, językowym, religijnym lub wobec innych grup społecznych lub oparte na płci, wieku lub orientacji seksualnej człowieka.
3. Zawierają treści lub funkcjonalności, które zachęcają, pobudzają lub stawiają w dobrym świetle czynności nielegalne.
4. Zawierają lub pokazują treści, które powszechnie uznawane są za obsceniczne.
5. Są oszczercze, zniesławiające lub zastraszające.
6. Zachęcają, pobudzają lub pochwalają nadmierne lub nieodpowiedzialne używanie alkoholu, tytoniu, narkotyków lub broni.
7. Zachęcają, pobudzają lub pochwalają nadmierną lub nieuzasadnioną przemoc, łamanie praw człowieka lub tworzenie lub użycie broni przeciw drugiemu człowiekowi lub zwierzęciu w świecie realnym.
8. Zawierają nadmierną lub nieuzasadnioną profanację.

Microsoft zaznaczył, że ma możliwość zdalnego wyłączenia lub usunięcia aplikacji z systemu użytkownika z powodów bezpieczeństwa lub prawnych; w przypadku aplikacji płatnych możliwy jest zwrot pieniędzy, jeżeli zaistnieją takie okoliczności.
Firma początkowo musiała zmierzyć się z falą krytyki za nieprawidłowe zablokowanie w europejskim Sklepie Windows treści ocenionych rankingiem PEGI „18” po tym, jak krytycy zauważyli, że liczne gry, ocenione jako „18+” były ocenione przez ESRB jako „Dla dorosłych” (czyniąc zakaz surowszym niż zamierzano). Wytyczne poprawiono w grudniu 2012 roku.

## Portal dla deweloperów
Równolegle do Sklepu Windows powstał portal dla deweloperów. Zawiera on następujące sekcje:
- Podsumowanie aplikacji – przegląd aplikacji dewelopera z wykresami ilustrującymi pobrania, jakość, finanse i przeceny
- Adaptację aplikacji – ukazuje przyjęcie aplikacji przez rynek, konwersje, odnośniki i pobrania
- Oceny aplikacji – podział ocen i recenzje w zależności od regionu
- Jakość aplikacji – raporty wyjątków, które zdarzyły się w aplikacji i średnia ilość czasu spędzonego w aplikacji
- Finanse – informacje o transakcjach związanych z aplikacją

Przez portal zarezerwować można nazwę aplikacji na jeden rok.